# Église byzantine de Pétra
L’église byzantine de Pétra (aussi connue sous le nom d’ « Église de Pétra » est un remarquable exemple d’architecture religieuse de Pétra à l’époque byzantine. Elle est située sur un monticule au centre de la ville, au nord de ce qu’il est convenu d’appeler « la rue des Colonnades »,. C’est l’une des trois églises byzantines de l’endroit, les deux autres étant l’église Ridge (ou église rouge) et la « chapelle bleue » située au nord de l’église principale et ainsi appelée parce qu’elle fut construite avec du granite bleu égyptien . L’église est renommée pour ses somptueuses mosaïques en excellent état de conservation.

## Construction
Après la fondation de Constantinople par Constantin Ier en 330, Pétra (en Jordanie) fera partie de l’Empire romain d’Orient; le christianisme se répand et en 350 un évêque y est nommé. Le Deir, probablement site funéraire du roi nabatéen Obodas Ier est transformé en église.   
Selon les archéologues qui ont procédé aux excavations l’église byzantine de Pétra aurait été construite au cours de la deuxième moitié du Ve siècle et aurait été utilisée comme édifice religieux jusqu’au début du VIIe siècle lorsqu’elle fut détruite par un incendie. Ils distinguent deux étapes dans sa construction. La première partie daterait effectivement du Ve siècle alors qu’une deuxième partie aurait été ajoutée vers la fin du VIe siècle. C’est au cours de ce siècle que l’atrium fut construit pour relier la basilique de l’église et le baptistère et former ainsi un seul édifice. Après l’incendie les matériaux de l’église furent réutilisés, y compris les tesselles ayant servi à composer les mosaïques originales .

## Description
L’église comprend trois éléments distincts : un baptistère, un atrium ou foyer ainsi qu’une basilique  Dans la cathédrale, le "bema"  où se trouve l’autel est surélevée par rapport à la nef. Il comporte trois absides; dans le plus grand, celui du milieu, se trouve la « cathedra » ou trône épiscopal. Le long des murs couraient vraisemblablement des bancs de bois. 
Les murs de l’église sont faits de pierres de taille. On y voit encore des traces de burin similaires à celles apparaissant dans d’autres édifices d’architecture nabatéenne, indiquant ainsi une continuité dans les techniques architecturales.  Par ailleurs, l’architecture de l’église incorpore des éléments taillés au burin et des mosaïques de styles romain et grec, lui donnant un caractère « hybride ». 

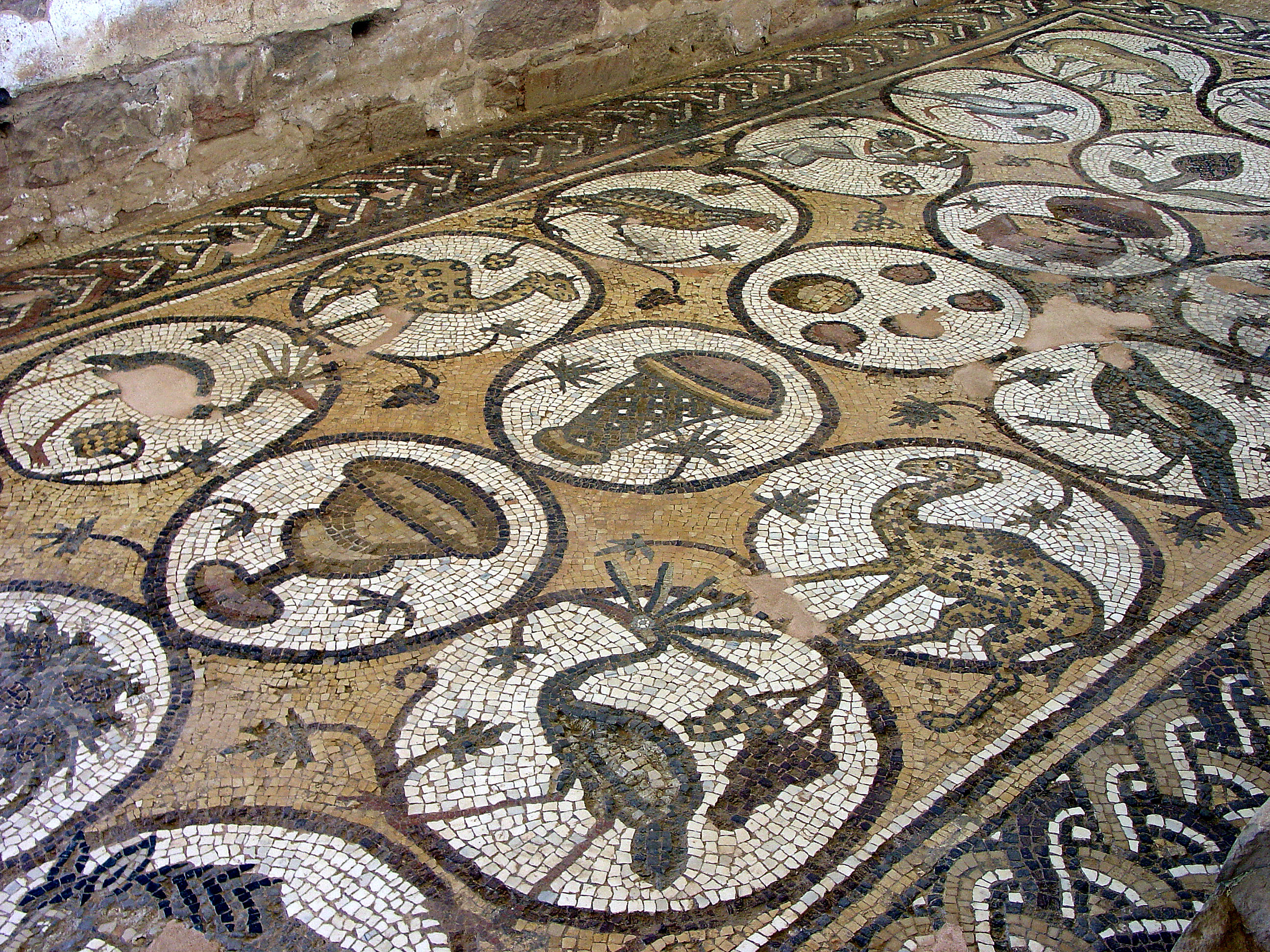
Mosaïques de l’église byzantine de Pétra.

L’église est réputée pour sa riche décoration. Certains murs de l’église sont recouverts de mosaïques . Le pavement de la nef est fait d'opus sectile utilisant des dalles de marbre taillé. Les ailes latérales sont décorées de mosaïques figuratives colorées représentant des animaux, des personnes, des plantes ou les saisons. Leur style est passablement similaire à celui de l’école de Gaza tout en montrant des traits que l’on retrouve dans les iconographies romaine et grecque, permettant ainsi de replacer l’architecture nabatéenne de Pétra dans son contexte historique global  Lors des travaux d’excavations, ces mosaïques ont posé nombre de problèmes techniques aux restaurateurs : séparation entre les différentes couches de mosaïques, détérioration des couches de fond préparatoires, présence de sels solubles à la surface et pauvre état des tesselles dû à l’érosion et à leur fracture. 

## Importance archéologique
L’église fut excavée de 1992 à 2002 par le American Center of Oriental Research (ACOR). On y a trouvé quelque 140 papyri, appelés « papyri de Pétra »,  livrant aux spécialistes de nombreuses et importantes informations sur la vie quotidienne à Pétra et dans ses environs. Selon la dr. Barbara A. Porter, directrice de l’ACOR de 2006 à 2020, bien que bon nombre de ces informations sur l’histoire de la période byzantine de Pétra soient déjà connues, la concentration de celles-ci dans les trois églises situées sur le flan de la colline est d’une importance scientifique indéniable .